# Połstianoj
Połstianoj (ros. Полстяной) – chutor w Rosji, w obwodzie rostowskim, w rejonie zimownikowskim. W 2010 liczył 76 mieszkańców.